# Evencio Castellanos

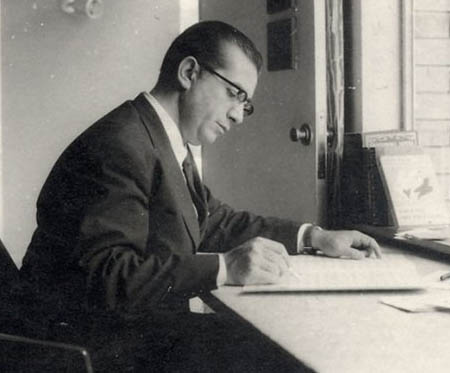
Evencio Castellanos

Evencio Castellanos (* 3. Mai 1915 in Cúa, Miranda; † 16. März 1984 in Caracas) war ein venezolanischer Komponist, Pianist und Musikpädagoge.

## Leben und Wirken
Castellanos lernt als Kind das Orgel- und Harmoniumspiel von seinem Vater Pablo Castellanos Almenar, der Organist und Kapellmeister an der Kirche seines Heimatortes war. Von 1938 bis 1944 studierte er an der Escuela Superior de Música de Caracas Gesang bei Antonio Pardo Soublette, Cello bei Carlos Áñez, Musikgeschichte bei Juan Bautista Plaza sowie Harmonielehre und Komposition bei Vicente Emilio Sojo.
1945 führte Castellanos sein erstes Klavierkonzert auf, im folgenden Jahr dirigierte er den Orfeón Universitario bei der Aufführung seines Himno universitario nach Texten von Luis Pastori und Tomás Alfaro Calatrava. Von 1947 bis 1949 vervollkommnete er seine Klavierausbildung bei Carlos Buhler an der Dalcroze School of Music in New York.
Nach seiner Rückkehr wurde er Organist an der Kathedrale von Caracas sowie Mitglied und Vorstandsmitglied des von seinem Lehrer Sojo gegründeten Orquesta Sinfónica de Venezuela. Daneben hatte er verschiedene Lehrstühle – u. a. für Klavier, für Orgel und für Komposition – an der Escuela Superior de Música inne, deren Direktor er von 1965 bis 1972 war.
1958–1959 war Castellanos Vorsitzender des venezolanischen Autoren- und Komponistenverbandes AVAC. Er wurde Gründungsdirektor des Collegium Musicum von Caracas und leitete das Studentenorchester der Universidad Central de Venezuela sowie das Orquesta Experimental des Orquesta Sinfónica de Venezuela. Von 1979 bis 1984 war er musikalischer Berater des Instituto Latinoamericano de Investigaciones y Estudios Musicales Vicente Emilio Sojo.
Für seine Homenaje a Teresa Carreño erhielt Castellanos den Premio especial Ateneo der Stadt Caracas; zweimal wurde er mit dem Nationalpreis für Musik ausgezeichnet: 1954 für die sinfonische Dichtung Santa Cruz de Pacairigua und 1962 für das Oratorium El Tirano Aguirre.
Sein jüngerer Bruder, Gonzalo Castellanos Yumar, ist ebenfalls Komponist.

## Diskografie (Auswahl)
- Nueve Canciones Sefardíes (19??)
- Canciones Venezolanas del Siglo XIX (19??)
- Grandes Valses De Salón (196?)
- Danzas Venezolanas del Siglo XIX (19??)
- Viejos Valses de Venezuela (1957)
- Valses Venezolanos de Salón Vol. 1 (1997)
- Danzas y Valses de Venezuela Vol. 2 (1997)